# Геворкян, Армине Бениковна
Армине Бениковна Геворкян (Геворгян; род. 25 января 1975) — российская футболистка, полузащитник. Мастер спорта России (1997).

## Биография
В 1991 году стала кандидатом в мастера спорта СССР по теннису.
C 1995 по 1996 год выступала за футбольную команду «Волжанка» из Чебоксар.
В 1997 году стала игроком клуба «Рязань-ТНК», вышедшего в высший дивизион. Вместе с командой дважды становилась чемпионом России, четырежды бронзовым призёром первенства, дважды финалистом Кубка и один раз побеждала в Кубке. Четырежды включалась в список 33 лучших футболисток по итогам сезона. Параллельно с футболом училась на факультете физической культуры и спорта Рязанского государственного педагогического университета им. С. А. Есенина, в одной группе с одноклубниками по «Рязани-ТНК» Юлией Юшкевич и Еленой Юрковой. Окончила университет в 2003 году.
Перед началом сезона 2004 года главный тренер рязанского клуба Салех Абдулкаюмов возглавил ногинскую «Надежду», куда перешло 14 футболисток «Рязань-ТНК», в том числе и Геворкян.

## Достижения
«Рязань-ТНК»
- Чемпион России (2): 1999, 2000
- Бронзовый призёр чемпионата России (4): 1997, 1998, 2001, 2002
- Обладатель Кубка России: 1998
- Финалист Кубка России (2): 1997, 2000